# Belleza de Roma Rectificada
Belleza de Roma Rectificada es el nombre de una variedad cultivar de manzano (Malus domestica). Esta manzana está cultivada en la colección de germoplasma de manzanas del CSIC.
Así mismo está cultivada en diversos viveros entre ellos algunos dedicados a conservación de árboles frutales en peligro de desaparición. Esta manzana es originaria de Cantabria, donde tuvo su mejor época de cultivo comercial antes de la década de 1960, y actualmente en menor medida aún se encuentra.

## Sinónimos
- "Manzana Belleza de Roma Rectificada",[6][8][9]
- "Recuerdo de Josefina".

## Historia
Cantabria presenta unas condiciones de clima y de suelos excelentes para el cultivo del manzano. De hecho, hasta mediados del siglo XX Cantabria tenía una gran variedad de manzanas tradicionales que surtían la demanda de manzanas de mesa en la zona. A partir de la década de 1960 estas fueron decayendo paulatinamente en su comercialización, en detrimento de variedades selectas extranjeras que dominan el mercado actual. Hay varias manzanas tradicionales que se están intentando recuperar por el CIFA, en Muriedas (Centro de Investigación y Formación Agraria de Cantabria).
'Belleza de Roma Rectificada' está considerada incluida en las variedades locales autóctonas muy antiguas, cuyo cultivo se centraba en comarcas muy definidas. Se caracterizaban por su buena adaptación a sus ecosistemas y podrían tener interés genético en virtud de su adaptación. Se encontraban diseminadas por todas las regiones fruteras españolas, aunque eran especialmente frecuentes en la España húmeda. Estas se podían clasificar en dos subgrupos: de mesa y de sidra (aunque algunas tenían aptitud mixta).
'Belleza de Roma Rectificada' es una variedad mixta, clasificada como de mesa, también se utiliza en la elaboración de sidra; difundido su cultivo en el pasado por los viveros comerciales y cuyo cultivo en la actualidad se ha reducido a huertos familiares y jardines privados.

## Características
El manzano de la variedad 'Belleza de Roma Rectificada' tiene un vigor medio; florece a inicios de mayo; tubo del cáliz en forma de cono o iniciando embudo, y con los estambres situados por encima de la parte media.
La variedad de manzana 'Belleza de Roma Rectificada' tiene un fruto de tamaño medianamente pequeño; forma tronco-cónica, y con contorno levemente irregular; piel brillante; con color de fondo amarillo verdoso, sobre color fuerte, color del sobre color rojo en diversas intensidades, reparto del sobre color en chapa, presentando chapa uniforme rojo vivo a granate suave, acusa punteado abundante, uniformemente repartido, de color blanco y cacarañado al mismo tiempo, también aparecen algunos ruginosos, y una sensibilidad al "russeting" (pardeamiento áspero superficial que presentan algunas variedades) débil; pedúnculo largo y fino, curvado, ensanchado en la parte superior y teñido de rojo uno de los laterales, anchura de la cavidad peduncular es generalmente amplia, profundidad de variada profundidad, con el fondo limpio y de intenso color verde o con chapa ruginosa, esto último no es muy frecuente, y con importancia del "russeting" en cavidad peduncular débil; anchura de la cavidad calicina medianamente ancha, profundidad de la cav. calicina poco profunda, con suaves depresiones que semejan pétalos marcando una perfecta flor, a veces, este carácter es más irregular, y con importancia del "russeting" en cavidad calicina débil; ojo entreabierto, grande en relación con el fruto.
Carne de color blanca, suavemente crema, a veces teñida de rojo bajo la piel; textura crujiente y suavemente harinosa; sabor muy agradable; corazón desplazado hacia la zona peduncular, bulbiforme, generalmente enmarcado por un solo lado o por líneas entrecortadas; eje cóncavo; celdas semicirculares, cartilaginosas, de color verde-amarillo y algunas con rayas de fibras lanosas; semillas alargadas y puntiagudas.
La manzana 'Belleza de Roma Rectificada' tiene una época de maduración y recolección tardía en el invierno, se recolecta desde finales de octubre hasta finales de noviembre. Tiene uso mixto pues se usa como manzana de mesa fresca, y también como manzana para elaboración de sidra.